# سما دبی
سما دبی (عربی: سما دبي) شرکت املاک و مستغلات اماراتی است، که در سال ۲۰۰۶ تأسیس شد.